# Javier Cienfuegos
Javier Cienfuegos Pinilla (Montijo, Badajoz, 15 de julio de 1990) es un exatleta y político español especializado en lanzamiento de martillo y actual plusmarquista nacional en categoría absoluta con una marca de 79,38 metros obtenida el 6 de septiembre de 2019 en Andújar. Anteriormente ya había batido otras seis veces el récord de Españaː la primera de ellas en 2012, dos veces en 2013 y tres más en el mismo 2019. En 2009 batió el récord del mundo en categoría sub-20 (martillo de 6 kg) con una marca de 82,97 metros, récord que continuó vigente hasta 2012 y, como récord europeo, hasta 2019.
Ha sido doce veces campeón de España entre 2009 y 2022. Ha participado en casi todas las grandes competiciones internacionales desde 2009 (Juegos Olímpicos de Londres 2012, y Río 2016, cuatro Campeonatos Mundiales y cinco Campeonatos Europeos), alcanzando plaza de finalista en el Campeonato Mundial de Atletismo de 2019. En categorías inferiores fue subcampeón de Europa promesa en 2011 y medalla de bronce en el Campeonato de Europa júnior de 2009.
En 2019 se presentó a las elecciones a la Asamblea de Extremadura, siendo elegido como número 3 en la lista del Partido Popular en Badajoz. En 2023 se presentó a las elecciones municipales y fue elegido alcalde de su pueblo, el municipio de Montijo.
Pese a haber planeado dejar la alta competición tras los Juegos Olímpicos de París 2024, en mayo de 2024 anunció su retirada al no conseguir superar sus problemas de espalda.

## Palmarés nacional
Actualizado el 25 de junio de 2022.
- Campeón de España Absoluto de martillo (2009-2010-2012-2013-2014-2015-2016-2018-2019-2020-2021-2022)
- Campeón de España de martillo (lanzamientos largos) (2011-2012-2013-2014-2015-2016-2017-2019-2020-2021-2022)
- Campeón de España Promesa de martillo (2011-2012)
- Campeón de España Júnior de disco y martillo (2009)
- Campeón de España Juvenil de martillo (2007)
- Campeón de España Universitario de martillo (2009-2012-2013-2015-2016-2018)

## Resultados internacionales
| Año  | Competición                           | Lugar                    | Puesto                    | Resultado |
| ---- | ------------------------------------- | ------------------------ | ------------------------- | --------- |
| 2007 | Campeonato Mundial Juvenil            | Ostrava, República Checa | calificación              | 64,04     |
| 2007 | Campeonato Europeo Júnior             | Hengelo, Países Bajos    | calificación              | 63,74     |
| 2008 | Copa de Europa de Lanzamientos sub-23 | Split, Croacia           | 7.º final B               | 64,07     |
| 2008 | Campeonato Mundial Júnior             | Bydgoszcz, Polonia       | 12.º                      | 65,93     |
| 2009 | Copa de Europa de Lanzamientos        | Los Realejos, España     | 1.º final B               | 73,18     |
| 2009 | Campeonato Europeo Júnior             | Novi Sad, Serbia         | 3.º                       | 79,12     |
| 2009 | Campeonato Mundial                    | Berlín, Alemania         | calificación              | 72,01     |
| 2010 | Copa de Europa de Lanzamientos        | Arlés, Francia           | 1.º final B               | 71,60     |
| 2010 | Campeonato Iberoamericano             | San Fernando, España     | 4.º                       | 69,39     |
| 2010 | Campeonato Europeo                    | Barcelona, España        | calificación              | 72,19     |
| 2011 | Copa de Europa de Lanzamientos        | Sofía, Bulgaria          | 10.º                      | 72,25     |
| 2011 | Campeonato Europeo sub-23             | Ostrava, República Checa | 2.º                       | 73,03     |
| 2011 | Campeonato Mundial                    | Daegu, Corea del Sur     | calificación              | 67,49     |
| 2012 | Copa de Europa de Lanzamientos        | Bar, Montenegro          | 11.º                      | 69,63     |
| 2012 | Campeonato Europeo                    | Helsinki, Finlandia      | 10.º Grupo B calificación | 70,91     |
| 2012 | Juegos Olímpicos                      | Londres, Reino Unido     | 6.º Grupo B calificación  | 73,73     |
| 2013 | Copa de Europa de Lanzamientos        | Castellón, España        | 8.º                       | 70,93     |
| 2013 | Campeonato Mundial                    | Moscú, Rusia             | calificación              | 70,79     |
| 2014 | Campeonato Europeo                    | Zúrich, Suiza            | calificación              | 72,55     |
| 2015 | Campeonato Mundial                    | Pekín, China             | calificación              | 70,96     |
| 2016 | Campeonato Europeo                    | Ámsterdam, Países Bajos  | 12.º                      | 68,17     |
| 2016 | Juegos Olímpicos                      | Río de Janeiro, Brasil   | 12.º Grupo A calificación | 69,73     |
| 2018 | Campeonato Iberoamericano             | Trujillo, Perú           | 1.º                       | 74,71     |
| 2018 | Campeonato Europeo                    | Berlín, Alemania         | 8.º Grupo A calificación  | 72,76     |
| 2019 | Campeonato Europeo por Equipos        | Bydgoszcz, Polonia       | 4.º                       | 75,23     |
| 2019 | Campeonato del Mundo                  | Doha, Catar              | 7.º                       | 76,57     |
| 2021 | Campeonato Europeo por Equipos        | Chorzów, Polonia         | 2.º                       | 77,11     |
| 2021 | Juegos Olímpicos                      | Tokio, Japón             | 10.º                      | 76,30     |
| 2022 | Campeonato Iberoamericano             | La Nucía, España         | 1.º                       | 74.70     |
| 2022 | Campeonato Mundial                    | Eugene, Estados Unidos   | 14.º (q.)                 | 74.25     |
| 2022 | Campeonato Europeo                    | Múnich, Alemania         | 11.º                      | 73.06     |